# Naultinus tuberculatus
Espèce
Synonymes
- Heteropholis tuberculatus McCann, 1955
- Heteropholis poecilochlorus Robb 1980

Statut CITES
Naultinus tuberculatus est une espèce de geckos de la famille des Diplodactylidae.

## Répartition

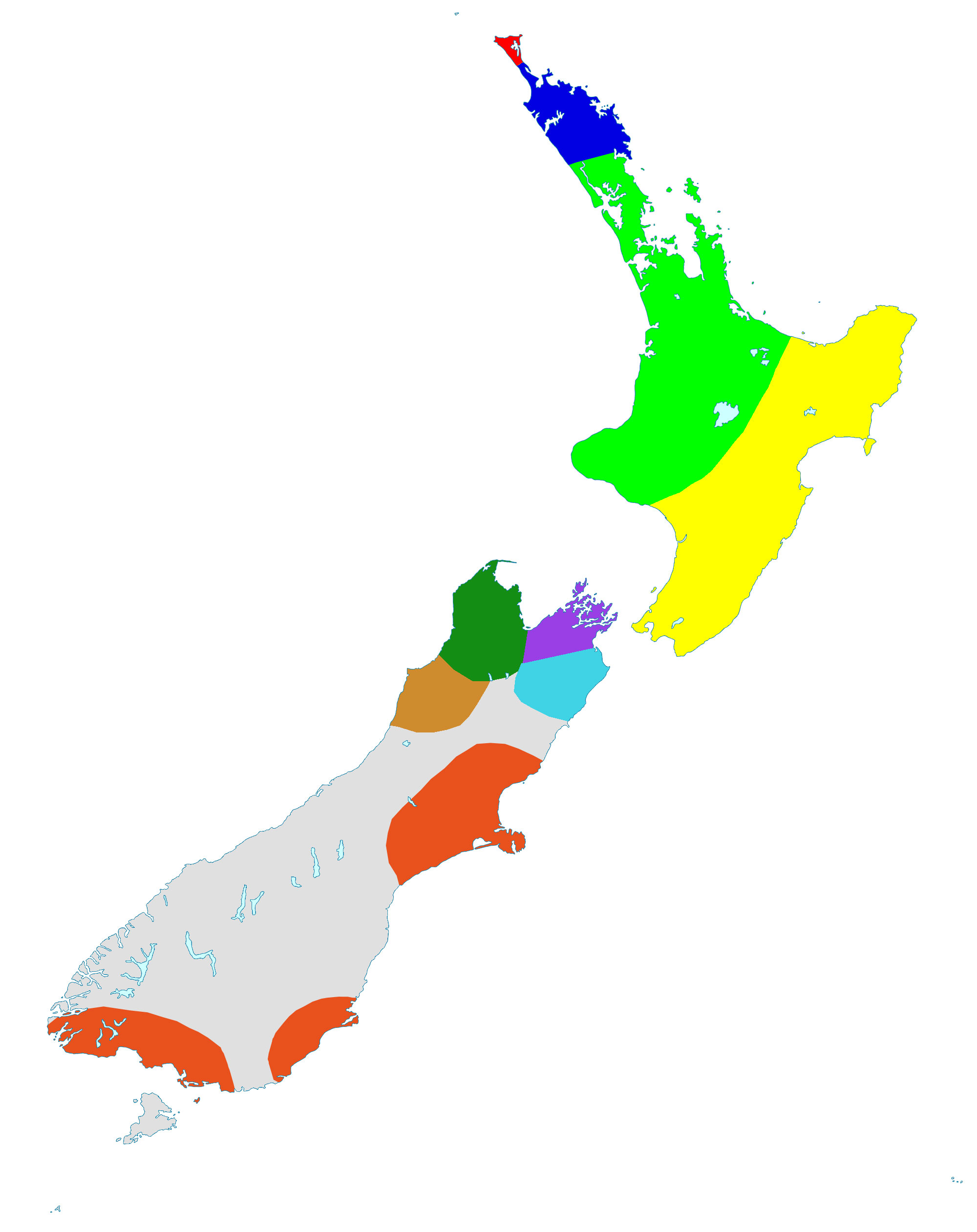
Distribution de Naultinus tuberculatus en ocre.

Cette espèce est endémique de Nouvelle-Zélande. Elle se rencontre dans le nord de l'île du Sud.

## Description
Ce gecko est vivipare, et les petits naissent entre mars et mai.

## Publication originale
- McCann, 1955 : The lizards of New Zealand. Gekkonidae and Scincidae. Dominion Museum Bulletin, n. 17, p. 1-127.